# Üdvözlet (Eakins-kép)
A Üdvözlet (Salutat) Thomas Eakins amerikai festő alkotása, amely 1898-ban készült.
Az 1890-es évek végén Eakins visszatért a sport és a férfiatléták témájához képein. Az 1870-es évektől eltérően nem evezősöket baseballjátékosokat, vadászokat festett, hanem helyi ökölvívókat, akik ócska, füsttel teli arénákban, tornatermekben csaptak össze Philadelphiában. Eakins Samuel Murray szobrásszal és más barátaival járt díjmérkőzésekre, elsősorban a városi arénába. Az épület a Broad Street és a Cherry Street találkozásánál állt, szemben a szépművészeti akadémiával. A bokszmeccsekről készült képei, tárgyukat tekintve, ugyanúgy forradalmiak voltak, mint két évtizeddel korább sport témájú művei.
A képen Billy Smith pehelysúlyú ökölvívó látható, aki megáll a közönség előtt, hogy fogadja az ovációt, miközben elhagyja az arénát segítői társaságában. Smith egyike volt azoknak a bokszolóknak, akikkel a festő összebarátkozott, és hajlandóak voltak modellt állni neki. Eakins a nézők közé festette több barátját, valamint édesapját, Benjamin Eakinst, aki a kép jobb szélén áll.
A kép teljes címét – Dextra victrice: Conclamantes Salutat (A győztes jobb kezével int az őt éljenzőknek) – az eredeti, mára elveszett keretbe faragták bele, ami Eakins és tanára, Jean-Léon Gérôme gladiátorkompozícióira utalt. Az alkotást 1930-ban egy nevét elhallgató adományozótól kapta az Addison Gallery of American Art.
A festő két másik képet is szentelt az ökölvívásnak, a Rászámolás a Yale University Art Gallery gyűjteményének része, az Menetek között pedig a Philadelphia Museum of Artban látható.